# Wikariówka przy ul. Posadzego 7 w Poznaniu
Wikariówka przy ul. Posadzego 7 (także: kanonia) – dom wikariusza bazyliki archikatedralnej w Poznaniu zlokalizowany przy ul. ks. Ignacego Posadzego (dawniej Wikariackiej – północna strona), w północnej części Ostrowa Tumskiego, w pobliżu dawnej, pruskiej śluzy katedralnej. Jest najstarszym zachowanym budynkiem konstrukcji ryglowej w mieście. 

## Charakterystyka
Obecna wikariówka w typie rezydencji ogrodowej pochodzi z 1750, ale już wcześniej istniał tu budynek o zbliżonym przeznaczeniu. Podobne, stojące w ogrodach domy, popularne były w XVIII wieku wśród duchowieństwa, szlachty i zamożnych mieszczan. Stawiano je w pobliżu miasta. Obiekty takie były protoplastami późniejszych willi podmiejskich i architektonicznie zakorzenione były w dworku barokowym, charakterystycznym dla wiejskiej szlachty polskiej. Formę budynkowi nadaje zwłaszcza wysoki dach mansardowy, tzw. polski, kryty gontem (rzadkość w obecnym Poznaniu) i prosty, dwutraktowy układ wnętrza z sienią na głównej osi (układ wnętrz z czarna kuchnią, stolarka okienna, jeden strop oraz oryginalny butelkowy komin zachowały się bez zmian). Szachulec (gliniane wypełnienie ścian) zastąpiono cegłą w czasie XIX-wiecznego remontu. Renowację obiektu przeprowadzono w latach 1956–1959. Wikariówka była otynkowana do czasu remontu w początku XXI wieku.